# Inälvsmat

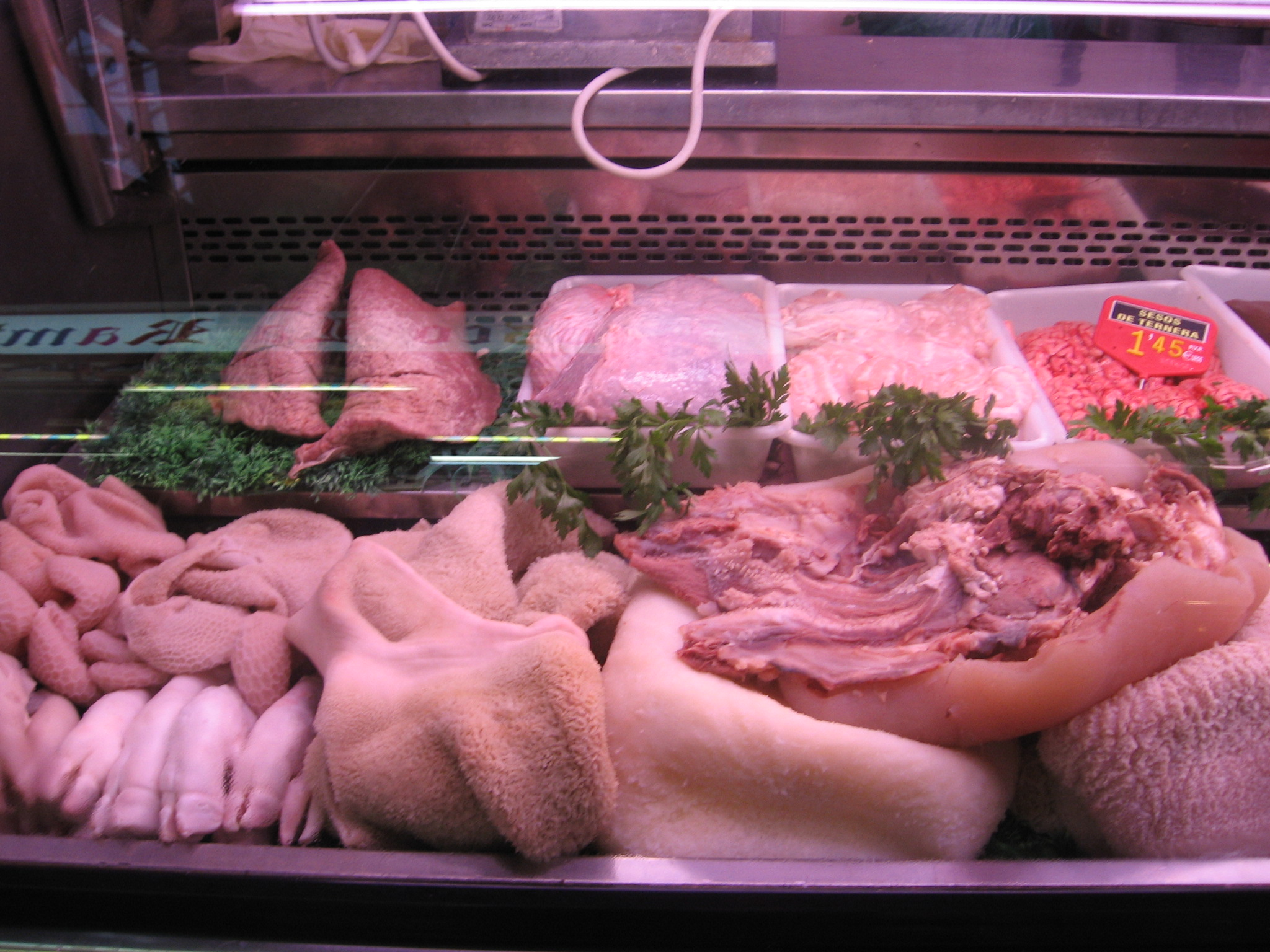
Disk med inälvsmat i en saluhall i Barcelona.

Inälvsmat är de ätliga inre organen av slaktdjur, vilt och fågel. 

## Definition
Vad som räknas som inälvsmat är kulturellt betingat, men omfattar i norra Europa huvudsakligen hjärta, lever, njure, tunga, mage, bräss, hjärna, juver och lunga. I vidsträckt bemärkelse kan till inälvsmat även räknas benmärg och blod.

## Näringsvärde
Inälvsmat är rik på vitaminer och näringsämnen, men är ömtålig rå.

## Användning
Inälvsmat ingår i många klassiska rätter och i olika korvar, t.ex. leverkorv och blodkorv.
Bland svenska maträtter gjorda på inälvsmat kan nämnas blodpudding och annan blodmat, pölsa, kalvbräss, kalvtunga, oxtunga, svintunga, lammlever, levergryta, kalvlever och korvkaka. En internationellt känd rätt gjord på inälvsmat är haggis. Leverpastej, paté och foie gras är också gjorda på inälvsmat.